# Just Jack
Just Jack, pseudonimo di Jack Christopher Allsopp (Camden Town, 18 maggio 1975), è un cantante e disc jockey britannico.
Attivo dal 2002, è noto principalmente per il singolo Starz in Their Eyes pubblicato nel 2007.

## Biografia
Cresciuto fin da bambino ascoltando musica dance, electro e hip hop, a otto anni era un breakdancer dilettante, mentre a quindici cominciò a esercitare come dj, entrando nell'ambiente dei club e dell'UK garage di Londra. Dopo aver studiato produzione musicale alla Kingston University, avviò la carriera discografica nel 2002 con l'album di debutto The Outer Maker pubblicato dall'etichetta discografica indipendente RGR Records, dal quale furono estratti tre singoli: Paradise (Lost & Found), Triple Tone Eyes e Snowflakes; quest'ultimo fu quello che ottenne maggior riscontro dal pubblico, entrando in classifica alla posizione 164, e conteneva un campionamento del brano Lullaby dei The Cure.
Ha raggiunto la notorietà internazionale nel 2007 grazie al singolo Starz in Their Eyes, primo estratto dal suo secondo album Overtones pubblicato dalla Mercury Records; il singolo raggiunse la seconda posizione nella classifiche dei singoli britannica e irlandese, entrando anche nelle altre classifiche dei principali paesi europei. In seguito al successo ottenuto, fu ospite in diverse trasmissioni televisive britanniche come Later... with Jools Holland su BBC Two o The Friday Night Project su Channel 4 e in Italia al Festivalbar, e il pezzo fu utilizzato per campagne pubblicitarie. Nello stesso periodo, collaborò con Kylie Minogue per l'incisione del brano I Talk Too Much inserito nell'edizione statunitense dell'album. La promozione del secondo album proseguì con la pubblicazione di altri singoli, come Glory Days, Writer's Block e No Time, non bissarono però il consenso ottenuto dal brano precedente.
Il 12 gennaio 2009 su BBC Radio 1 fu presentato Embers, il primo singolo che anticipa la pubblicazione del terzo album All Night Cinema, uscito subito dopo ancora una volta per la Mercury. Il singolo, insieme al successivo The Day I Dies, entrarono entrambi nella classifica britannica e quest'ultimo divenne il secondo brano di maggior successo dell'artista, raggiungendo l'undicesima posizione.
In seguito, l'autore si ritrovò senza un contratto discografico e autoprodusse nuove tracce, pubblicando i singoli brani o alcuni EP in versione digitale e gratuita sulle proprie piattaforme social e sito Internet. Tornò alla discografia nel 2016 con la pubblicazione dell'EP Life Lessons, pubblicato dalla Rocket Records. L'anno successivo pubblicò il suo quarto album di inediti, What We Did Today, a otto anni di distanza dal precedente e uscito per la Nearly Native Records.
Nel 2019 ha pubblicato il suo quinto album di inediti intitolato Laughing & Crying, diffuso sulle piattaforme di streaming musicali e autoprodotto, mentre due anni dopo ha pubblicato, sempre autoprodotto, il quarto album Back to Ford Lane. Nel 2023 è uscito That Was Now, nuovamente autoprodotto ma diffuso dalla Tristar Records.

## Discografia

### Album in studio
- 2002 – The Outer Marker (RGR Records)
- 2007 – Overtones (Mercury)
- 2009 – All Night Cinema (Mercury)
- 2017 – What We Did Today (Nearly Native Records)
- 2019 – Laughing & Crying (Just Jack Ltd.)
- 2021 – Back to Ford Lane (Just Jack Ltd.)
- 2023 – That Was Now (Just Jack Ltd./Tristar Records)

### EP
- 2016 – Life Lessons
- 2018 – Winning

### Singoli
- 2003 – Paradise (Lost & Found)
- 2002 – Snowflakes
- 2003 – Triple Tone Eyes
- 2007 – Starz in Their Eyes
- 2007 – Glory Days
- 2007 – Writer's Block
- 2007 – No Time
- 2007 – Life Stories
- 2009 – Embers
- 2009 – The Day I Died
- 2012 – Rough/Ready
- 2016 – Alchemist
- 2019 – Palomino Dreams
- 2019 – For H
- 2020 – Long Grass
- 2020 – Trouble to Share
- 2020 – Flat Earth Theme
- 2021 – Doctor Doctor (The English Gentlemen Remix)
- 2021 – River Song (Ford Lane Acoustic)
- 2022 – Treacle
- 2022 – People People
- 2023 – Wasp in a Coke Can